# Angelo Tiraboschi
Angelo Tiraboschi (Jesi, 17 dicembre 1939) è un politico italiano.

## Biografia
È figlio di Vittorio Amato Tiraboschi (Torino di Sangro (CH), 04/02/1889 - Ancona (AN), 04/01/1948), comandante della V° Brigata Garibaldi delle Marche (nome di battaglia "Primo"), e di Fernanda Paci, staffetta partigiana (Faenza (RA), 27/03/1912 - Ancona (AN), 12/09/2012).
È nato a Jesi (AN), dove il nonno paterno, Armando Paci, ferroviere, si era trasferito da Faenza, dopo essere stato licenziato dalle ferrovie perché tenace oppositore del fascismo.
Entrambi i genitori, militanti del Partito d'Azione, dopo lo scioglimento del partito nel 1947, aderirono al Partito Socialista Italiano.
Nel 1957, si iscrive al Movimento giovanile Socialista.
Nel 1960 entra nella Camera del Lavoro della provincia di Ancona. Ricopre, nel sindacato CGIL, incarichi di responsabile dell'ufficio vertenze, della Fillea (edili), fino a divenire co-segretario della Camera del Lavoro.

## Incarichi istituzionali
Nel 1964, a 24 anni, viene eletto consigliere comunale del Partito Socialista Italiano ad Ancona ed è nominato Assessore. Verrà rieletto in consiglio per oltre 15 anni.
Nel 1970 si dimette da Assessore per dirigere, in qualità di Segretario, la Federazione provinciale di Ancona del PSI.
Nel 1976 viene eletto Deputato. Verrà rieletto alla Camera dei deputati, quale capolista del Psi, nel 1979, nel 1983, nel 1987 e nel 1992 sino allo scioglimento anticipato della legislatura nell'aprile del 1994.
Ha fatto parte della Commissione Sanità della Camera, dal 1977 al 1983, e, successivamente, della Commissione Bilancio e Tesoro dal 1983 al 1994, di cui è stato anche Presidente, dal 1991 al 1994.
Dal 1980 al 1983 è stato ininterrottamente Sottosegretario al Tesoro, nel 2º Governo Cossiga, nel Governo Forlani, nel I° e 2º Governo Spadolini e nel 5º Governo Fanfani.

## Incarichi nazionali nel PSI
Ha fatto parte ininterrottamente, dal 1974 al 1993, della Direzione nazionale del Partito Socialista Italiano.
Dal 1983 ha fatto parte dell'Esecutivo Nazionale del partito. Dal 1984 al 1987 è stato capo della segreteria nazionale del Psi e successivamente, dal 1987 al 1991, responsabile della organizzazione centrale del Psi.

## Attività saggistica
Ha scritto e curato diverse pubblicazioni sulla storia delle Marche e sul socialismo marchigiano, tra cui:
- AA.VV., Le origini del socialismo nelle Marche attraverso la stampa socialista, 1892-1902: antologia. (Nel novantesimo del Partito socialista italiano), Ancona, Il lavoro editoriale, 1982
- Angelo Tiraboschi, Una Regione al plurale ed il riformismo socialista (1946 - 1975), Ancona, Adriatica Editrice, 1991
- Angelo Tiraboschi, È iniziato il declino del centro sinistra?, Idea Marche, 2008
- Angelo Tiraboschi, Da una pagina di storia all'attualità: ci vuole una terza Repubblica, Loreto : Tecnostampa, 2010
- Angelo Tiraboschi (a cura di), Il decennio lungo delle Marche. Le origini dello sviluppo di Ancona e provincia negli anni Ottanta, Ancona, Il lavoro editoriale, 2015[4].